# Katamari Damacy
Katamari Damacy (塊魂?, Katamari Damashii) è un videogioco giapponese per PlayStation 2 ideato da Keita Takahashi e pubblicato dalla Namco. Mai uscito in Europa, venne pubblicato per la prima volta in Giappone il 18 marzo 2004, negli Stati Uniti e in Canada il 22 settembre dello stesso anno.
Il suo primo seguito è stato We Love Katamari, sempre per Playstation 2; il secondo sequel prende il nome di Me & My Katamari ed è stato sviluppato per PSP. Entrambi i titoli, contrariamente all'episodio principale, sono giunti nei paesi europei, Italia compresa.

## Trama
Nei panni del Principe bisogna spingere una sfera (katamari) di piccole dimensioni e, inglobando vari oggetti, dalla cancelleria agli animali, dalle piante fino ad interi continenti, ripopolare il cielo di stelle e soddisfare i desideri del Re del Cosmo.

## Sequel
Nel 2018 è stato realizzata una versione in alta definizione del gioco dal titolo Katamari Damacy Reroll, distribuita per Microsoft Windows e Nintendo Switch. Nel 2020 il titolo è stato reso disponibile anche per PlayStation 4 e Xbox One.